# Никулино (Смоленский район)
Никулино — деревня в Смоленском районе Смоленской области России. Входит в состав Сметанинского сельского поселения. По состоянию на 2007 год постоянного населения не имеет. 
Расположена в западной части области в 25 км к западу от Смоленска, в 1 км южнее автодороги М1 «Беларусь», на берегу реки Крапивня. В 2 км юго-западнее деревни расположена железнодорожная станция Воронино на линии Москва — Минск. 

## История
В годы Великой Отечественной войны деревня была оккупирована гитлеровскими войсками в июле 1941 года, освобождена в сентябре 1943 года. 